# Tsjesmekerk
De Tsjesmekerk (Russisch: Чесменская церковь; Tsjesmenskaja tserkov; "Çeşme-kerk"), volledige naam Kerk van de Heilige Johannes de Doper bij het Tsjesmepaleis (церковь Рождества Иоанна Предтечи при Чесменском Дворце; tserkov Rozjdestva Ioanna Predtetsji pri Tsjesmenskom Dvortse) of de Kerk van Johannes de Doper, is een klein maar opvallend Russisch-orthodox kerkje in een buitenwijk van Sint-Petersburg.
De kerk is gebouwd tussen 1777 en 1780 in opdracht van tsaar Catharina de Grote en de architect is Joeri Velten. Joeri Velten is ook de architect van de Oude Hermitage. De kerk is een van de weinige voorbeelden van Russische pseudo-gotiek. De kerk is gebouwd om de overwinning van het Russisch leger op het Turkse leger tijdens de Slag bij Çeşme te herdenken.